# Listă de pictori flamanzi
Aceasta este o listă de pictori flamanzi.

## A
- Pieter Coecke van Aelst, (1502 – 1556)
- Denis van Alsloot, (1570 Mechelen – 1626 Bruxelles)
- Baldasarre Anna, (1560 – 1639)

## B
- Jacob de Backer, (1555 Antwerpen – 1585)
- Hendrik van Balen cel Bătrân, (1575 Antwerpen – 1632)
- Crispin van den Broeck, (1523 Mechelen – 1591)
- Henri Bellechose, (fl. 1415)
- Simon Bening, (1483 – 1561)
- Herri met de Bles, (1510 – 1555/1560)
- Jan Frans van Bloemen, (1662 Antwerpen – 1740)
- Joachim Beuckelaer, (1533 – 1574), Antwerpen
- Gerard ter Borch, (1617 – 1681), Zwolle
- Dirk Bouts, (1410 Haarlem – 1475 Louvain)
- Hieronymus Bosch,  (1450 – 1516)
- Ambrosius Bosschaert, (1573 Antwerpen] – 1621 Haga)
- Mathijs Bril (1550 – 1583)
- Paul Bril (1556 – 1626)
- Adriaen Brouwer, (1605 Oudenaarde – 1638 Antwerpen)
- Abraham Brueghel, (1631 Antwerpen – 1690 Napoli)
- Jan Brueghel cel Bătrân, (1568 Bruxelles – 1625 Antwerpen)
- Jan Brueghel cel Tânăr, (1601 Bruxelles – 1678 Bruxelles)
- Pieter Brueghel cel Bătrân, (1525 Breda – 1569 Bruxelles)
- Pieter Brueghel cel Bătrân, (1564 Bruxelles – 1638 Antwerpen)

## C
- Denis Calvaert, (1540 Antwerpen– 1619)
- Robert Campin, (1375 Valenciennes – 1444 Tournai)
- Petrus Christus, (1410/1420 Antwerpen] – 1472 Brugge)
- Joos van Cleve, (1480/1490 Kleve – 1540/1541 Antwerpen)
- Hieronymus Cock, (1510 Antwerpen –1570)
- Hans Collaert, (1545 Antwerpen – 1628)
- Jan Joost van Cossiau (1660 – 1732)
- Michiel Coxcie, (1499 Mechelen – 1592)
- Caspar de Crayer, (1582 Antwerpen –1669 Gent)

## D
- Jacques Daret, (1404 Tournai – 1470), Spätgotik
- Gerard David (1460 Oudewater – 1523 Brugge)
- Louis de Deyster, (1656 Brugge – 1711)
- Abraham van Diepenbeeck, (1599 ’s-Hertogenbosch – 1675 Antwerpen)
- Anthony van Dyck, (1599 Antwerpen – 1641 London)

## E
- Gerard Edelinck, (1649 Antwerpen – 1707 Paris)
- Hans Eworth, (1520 – 1574)
- Hubert van Eyck, (1366 – 1426 Gent)
- Jan van Eyck, (1395 Maaseik – 1441 Brugge)

## F
- Frans Floris, (1520 – 1570 Antwerpen)
- Francken
- Frans II Francken, (1581 – 1642  Antwerpen)
- Philip Fruytiers, (1627 Antwerpen – 1666)
- Jan Fyt, (1611 Antwerpen – 1661)]

## G
- Lucas Gassel, (1500 – 1568)
- Giuseppe Grisoni, (1699 Mons – 1796 Roma)
- Hugo van der Goes, (1440 Gent – 1482 Auderghem)

## H
- Frans Hals, (1580 Antwerpen – 1666 Haarlem)
- Lucas de Heere, (1534 – 1584)
- Catarina van Hemessen, (1528 – 1587)
- Jan van Hemessen, (1500 Hemiksem – 1566)
- Joris Hoefnagel, (1542 – 1601)
- Gerard Horenbout, (1465 – 1541)
- Lucas Horenbout, (1490/1495 Gent – 1544 Londra)
- Cornelis Huysmans, (1648 Antwerpen – 1727 Mechelen)
- Jacob Huysmans, (1633 – 1696)

## I
- Adriaen Isenbrant, (1490 – 1551 Brugge)

## J
- Abraham Janssens, (1567/1576 Antwerpen – 1632)
- Victor Honoré Janssens, (1658 sau 1664 Bruxelles – 1736 sau 1739)
- Jacob Jordaens, (1593 Antwerpen – 1678 Antwerpen)

## L
- Jan Lievens, (1607 Leiden – 1674)
- Lambert Lombard, (1505 Lüttich – 1566)

## M
- Jan Mabuse, (1478 Maubeuge – 1532)
- Karel van Mander, (1548 Meulebeke – 1606)
- Quentin Matsys, (1466 Louvain – 1530 Antwerpen)
- Hans Memling, (1430 Seligenstadt – 1494 Brugge)
- Antony Francis van der Meulen, (1632 Bruxelles – 1690)
- Joos de Momper (1564 – 1635)

## N
- Adam van Noort, (1561 Antwerpen – 1641),

## O
- Bernard van Orley, (1487/1491 Bruxelles – 1542 Bruxelles)

## P
- Joachim Patinir, (uma 1480 – 1524 Antwerpen)
- Pieter Pourbus, (1523/1524 Gouda – 1584 Brugge)
- Frans Pourbus cel Bătrân (1545 – 1581)
- Frans Pourbus cel Tânăr (1569 – 1622)
- Jan Provoost (1462/5 Mons – 1529, Brugge)

## R
- Peter Paul Rubens, (1577 Siegen – 1640 Antwerpen)

## S
- Egidius Sadeler cel Bătrân, (1570 Antwerpen – 1629 Praga)
- Roelant Savery, (1576 Kortrijk – 1639 Utrecht)
- Jan Siberechts, (1627 Antwerpen – 1703 London)
- Michael Sittow, (1469 – 1525 Reval
- Frans Snyders, (1579 Antwerpen – 1657)
- Stradanus, (1523 – 1605)
- Giusto Sustermans, (1597 Antwerpen – 1681 Florența)

## T
- Levina Teerlinc, (1510/20 Brugge – 1576 Londra)
- David Teniers cel Bătrân, (1582 Antwerpen – 1649 Antwerpen)
- David Teniers cel Tânăr, (1610 Antwerpen – 1690 Bruxelles)
- Peter Tillemans, 1684 – 1734

## U
- Jacob van Utrecht, (1479 – 1525)

## V
- Otto van Veen, (1556 Leiden – 1629 Bruxelles)
- David Vinckboons, (1576 – 1633)
- Cornelis de Vos, (1584 Hulst – 1651 Antwerpen)
- Marten de Vos, (1532 Antwerpen – 1603)
- Sebastian Vrancx, (1573 – 1647)

## W
- Joos van Wassenhove, Justus din Ghent, (1410 – 1480 Urbino)
- Rogier van der Weyden, (1399/1400 Tournai – 1464 Bruxelles)
- Artus Wolffordt, (1581 – 1641)